# Lüszimakhosz-dinasztia
A Lüszimakhosz-dinasztia (Lüszimakhidák) egy ókori makedón-görög uralkodócsalád volt.

## Története
A családot a névadó Lüszimakhosz (i. e. 361–281) alapította, aki III. Alexandrosz makedón király (Nagy Sándor) hadvezére volt, aki részt vett Sándor indiai hadjáratában is. Sándor halála (i. e. 323) után Lüszimakhosz a birodalmáért harcoló diadokhoszok egyikeként lépett fel, és – társaihoz hasonlóan – idővel fel is vette a királyi címet (i. e. 306), területe ebben az időben Kis-Ázsia nyugati részére terjedt ki. Első felesége a perzsa Amasztrisz, második felesége a szintén diadokhosz, Egyiptomot megszerző I. Ptolemaiosz leánya, Arszinoé volt.
A folyamatos háborúskodások során legyőzte I. Démétriosz makedón királyt, és i. e. 286-ra Makedónia királya is lett. I. e. 281-ben egy másik diadokhosz, I. Szeleukosz elleni csatában vesztette életét. Fiát, ifjabb Lüszimakhoszt nem sokkal később Ptolemaiosz Keraunosz gyilkolta meg.
Lüszimakhosz másik fia, Ptolemaiosz Epigonosz (i. e. 299–240) elmenekült a Makedóniát megszálló Ptolemaiosz Keraunosz elől, és az i. e. 260-as években nagybátyja, II. Ptolemaiosz mellett társuralkodóként jelent meg a neve. Később a Ptolemaida uralom alatt álló Telmesszosz városában és annak vidékén II. Ptolemaiosz jóváhagyásával helyi, félig önálló uralkodó lett, aki saját pénzt is veretett.
Halála után fia, II. Lüszimakhosz uralkodott (i. e. 240–206), majd őt annak fia, II. Ptolemaiosz (i. e. 206–188/181) követte. Mivel nem ismert, hogy utódai is uralkodtak volna Telmesszosz felett, a feltevések szerint II. Eumenész elfoglalta területét. A Lüszimakhosz-dinasztia ezt követően eltűnt a történelemből.

## Fordítás
- Ez a szócikk részben vagy egészben  a   Lysimachus of Telmessos című angol Wikipédia-szócikk fordításán alapul.  Az eredeti cikk szerkesztőit annak laptörténete sorolja fel. Ez a jelzés csupán a megfogalmazás eredetét és a szerzői jogokat jelzi, nem szolgál a cikkben szereplő információk forrásmegjelöléseként.
- Ez a szócikk részben vagy egészben  a   Ptolemy II of Telmessos című angol Wikipédia-szócikk fordításán alapul.  Az eredeti cikk szerkesztőit annak laptörténete sorolja fel. Ez a jelzés csupán a megfogalmazás eredetét és a szerzői jogokat jelzi, nem szolgál a cikkben szereplő információk forrásmegjelöléseként.
- Ez a szócikk részben vagy egészben  a   Dinastía lisimáquida című spanyol Wikipédia-szócikk fordításán alapul.  Az eredeti cikk szerkesztőit annak laptörténete sorolja fel. Ez a jelzés csupán a megfogalmazás eredetét és a szerzői jogokat jelzi, nem szolgál a cikkben szereplő információk forrásmegjelöléseként.